# Dame Ise
Pour les articles homonymes, voir Ise.
Dame Ise (伊勢 / 伊勢の御息所, Ise no miyasudokoro, 875 - 938) est une poétesse waka de la cour, membre des Trente-six grands poètes.
Ses poèmes sont emblématiques du changement de style de l'époque et 22, d'entre eux sont inclus dans le Kokin wakashū.
On ne doit pas la confondre avec Ise no Taiu, une poétesse homonyme du XIe siècle.
Elle devient l'amante du prince Atsuyoshi et une concubine de l'empereur Uda. Elle a un fils de ce dernier, le prince Yuki-Akari.